# بمب‌گذاری ۲۰۰۳ میدان سرخ
بمب‌گذاری ۲۰۰۳ میدان سرخ (انگلیسی: 2003 Red Square bombing) یک حمله انتحاری در خیایان موخوایا در شهر مسکو بود. بنا به گفته پلیس عامل انتحاری یک زن بود که منفجر کردن کمربند انفجاری خود در میدان کرملین مسکو، شش نفر را کشت ۴۴ نفر مصدوم شدند. یوری لوژکف شهردار مسکو اظهار داشت هدف انفجار مقر شورای شهر مسکو یا مجلس دومای دولتی روسیه بود. عامل انتحاری خدیشت مانگریوا شناسایی شده‌است.